# Luis Hernández Rodríguez
Luis Hernández Rodríguez (ur. 14 kwietnia 1989 w Madrycie) – hiszpański piłkarz występujący na pozycji obrońcy w hiszpańskim klubie Cádiz CF. Wychowanek Realu Madryt, w swojej karierze grał także w Sportingu Gijón.